# Санивејл (Тексас)
Санивејл (енгл. Sunnyvale) град је у америчкој савезној држави Тексас. По попису становништва из 2010. у њему је живело 5.130 становника.

## Демографија
Према попису становништва из 2010. у граду је живело 5.130 становника, што је 2.437 (90,5%) становника више него 2000. године.
| Група             | 2000.         | 2010.         |
| Белци             | 2.342 (87,0%) | 3.188 (62,1%) |
| Афроамериканци    | 70 (2,6%)     | 317 (6,2%)    |
| Азијати           | 124 (4,6%)    | 1.049 (20,4%) |
| Хиспаноамериканци | 118 (4,4%)    | 448 (8,7%)    |
| Укупно            | 2.693         | 5.130         |